# Hortus Botanicus Vindobonensis
Hortus Botanicus Vindobonensis (abreviado Hort. Bot. Vindob.) es un libro con ilustraciones y descripciones botánicas que fue escrito por Nikolaus Joseph von Jacquin y publicado en tres volúmenes en los años 1770 a 1776.